# 国東半島国見ユースホステル
国東半島国見ユースホステル（くにさきはんとうくにみユースホステル）は、日本ユースホステル協会に加盟していた大分県国東市のユースホステル。2021年9月30日に閉館した。

## 設備
- 個人や小グループに適している
- 団体の利用に適している
- グループで一室利用可
- ゲストルームあり
- 駐車場あり
- 駐輪場あり
- 会議室あり
- 洗濯機あり
- 乾燥機あり
- 荷物預かりあり
- アルコール類不可
- クレジットカード可
- 周辺にスポーツ施設あり
- 周辺に温泉あり
- レンタサイクルあり

## アクセス
- 日豊本線宇佐駅から大交北部バス伊美行きで1時間10分終点下車 徒歩15分